# روابط اسرائیل و سری‌لانکا
روابط اسرائیل و سری‌لانکا به روابط رسمی دیپلماتیک میان اسرائیل و سری‌لانکا اشاره دارد.

## تاریخ
رئیس‌جمهور سریلانکا جونیوس ریچارد جایواردنه روابط دیپلماتیک خود را با اسرائیل برقرار کرد. روابط دیپلماتیک در زمان رئیس‌جمهور راناسینگ پرماداسا تعلیق شد، اما در سال ۲۰۰۰ دوباره برقرار شد.
اسرائیل در طول جنگ علیه ببرهای تامیل به سری‌لانکا اسلحه فروخت سلاح‌های فروخته شده به سریلانکا، شامل آموزش نیروهای مسلح، از جمله جنگنده جت کفیر، قایق گشتی کلاس سوپر دوورا کلاس مک-۳، قایق‌های موشکی ساعر ۴ و موشک گابریل است.
در فوریه ۲۰۲۰، اسرائیل به سری لانکا در بخشهای کشاورزی، آموزش، حمل و نقل و فناوری اطلاعات ارائه داد که مورد استقبال رئیس‌جمهور تازه انتخاب شده گوتابایا راجاپاکسا قرار گرفت.
در ژوئن سال ۲۰۲۰، دولت سریلانکا نگرانی‌هایی را دربارهٔ وضعیت حقوق بشر در فلسطین مطرح کرد و از اسرائیل خواست که فعالیت‌های الحاق در کرانه باختری اشغالی را متوقف کند.

## روابط دیپلماتیک
سری‌لانکا در تل آویو سفارت دارد. سفیر سری‌لانکا در اسرائیل وارونا ویلپاتا است